# Грищенко Тимофій Іванович
Тимофій Іванович Грищенко (10 червня 1919, Велика Вільшанка — 7 квітня 1978, Київ) — радянський офіцер, повний кавалер ордена Слави, в роки радянсько-німецької війни помічник командира взводу 84-го гвардійського стрілецького полку (33-а гвардійська стрілецька дивізія, 39-а армія, 3-й Білоруський фронт), гвардії старшина.

## Біографія
Народився 10 червня 1919 року в селі Великій Вільшанці (нині Васильківського району Київської області України) в сім'ї робітника. Українець. Член КПРС з 1949 року. Закінчив 8 класів, школу фабрично-заводського навчання. Працював верстатником на деревообробному комбінаті в Києві.
У Червоній Армії з 1939 року. На фронті у радянсько-німецьку війну з серпня 1942 року. Брав участь у Сталінградській битві у складі 62-ї (Сталінградський і Південно-Східний фронт) і 2-ї гвардійської армій (Сталінградський і Південний фронт); у Донбаській та Мелітопольській операціях. З грудня 1943 року в складі 4-го Українського фронту брав участь у ліквідації плацдарму гітлерівців на лівому березі Дніпра на південь від Херсона і у відвоюванні Криму (у березні—квітні 1944 року — у складі 51-ї армії). З липня 1944 року в складі 2-ї гвардійської армії 1-го Прибалтійського фронту брав участь у Шяуляйській і Мемельській наступальних операціях, а в січні—лютому в складі 2-ї гвардійської армії і в березні 1945 року в складі 39-ї армії 3-го Білоруського фронту — в боях у Східній Пруссії.
5 травня 1944 року гвардії старшина Грищенко в районі населеного пункту Камишли (8 кілометрів на північний схід від міста Севастополя) після поранення командира очолив взвод, виконав бойове завдання. Наказом командира 33-ї гвардійської стрілецької дивізії від 20 травня 1944 року за мужність, виявлену в боях з ворогом, гвардії старшина Грищенко нагороджений орденом Слави 3-го ступеня (№ 108094).
18 серпня 1944 року в боях біля населеного пункту Горді (25 кілометрів на південний захід від міста Шяуляй, Литва, 1-й Прибалтійський фронт), командуючи взводом, відбивав контратаки противника, знищив понад десяти гітлерівців. Наказом по 2-й гвардійській армії від 30 жовтня 1944 року гвардії старшина Грищенко нагороджений орденом Слави 2-го ступеня (№ 9471).
На підступах до міста Кенігсберга (Калінінград) 28—31 січня 1945 року помічник командира взводу (39-а армія, 3-й Білоруський фронт) гвардії старшина Грищенко разом з підлеглими брав участь у взятті ряду населених пунктів. Вмілим обхідним маневром він повів взвод на ворожі траншеї. Гранатами і в рукопашній сутичці бійці знищили більше десятка гітлерівців, придушили кілька вогневих точок. Переслідуючи ворога, взвод увірвався в другу траншею, де були знищені 23 німецьких солдата, а дванадцять здалися в полон. 31 січня при відбиванні контратаки ворога взвод Грищенко, завдавши противникові втрат, захопив дві зенітні гармати і кілька станкових кулеметів. У тому бою гвардії старшина Грищенко був важко поранений, направлений у госпіталь і на фронт вже не повернувся.
Указом Президії Верховної Ради СРСР від 19 квітня 1945 року за мужність, відвагу і героїзм, проявлені в боротьбі з німецько-фашистськими загарбниками, гвардії старшина Грищенко Тимофій Іванович нагороджений орденом Слави 1-го ступеня (№ 382).
Після війни закінчив річні курси з підготовки офіцерів фінансової служби при окружній інтендантської школі Прибалтійського військового округу в 1951 році, 10 класів школи робітничої молоді в 1954 році. З 1969 року капітан інтендантської служби Грищенко в запасі, потім — у відставці. Жив у Києві.

Могила Тимофія Грищенка

Помер 7 квітня 1978 року. Похований в Києві на Лук'янівському військовому кладовищі.

## Нагороди
Нагороджений орденами Слави 1-ї, 2-й і 3-го ступеня, Червоної Зірки, медалями.